# Greshicë
Greshicë es un municipio del distrito de Mallakastër, en el condado de Fier, Albania. 
Se encuentra ubicado en la zona centro-oeste del país, cerca de la costa del mar Adriático y al suroeste de Tirana, con una población a finales del año 2011 de 1152 habitantes.